# Marianne Denzel
Marianne Denzel, auch Marianne Denzel-von Jarmy zu Szolnok, (* 1932 in Schussenried; † 1975 in Köln) war eine deutsche Goldschmiedin und Designerin.

## Leben und Wirken
Marianne Denzel lernte Anfang der 1950er Jahre das Goldschmiedehandwerk, besuchte die Werkkunstschule in Schwäbisch Gmünd (heute Hochschule für Gestaltung Schwäbisch Gmünd) und studierte
anschließend in Kopenhagen an der Königlich Dänischen Kunstakademie. Nach ihrem Diplom ging sie nach Österreich, beteiligte sich an nationalen und internationalen Ausstellungen und bekam daraufhin eine führende Stellung in der Entwurfsabteilung der – seit 1843 bis heute im Bezirk Baden (Niederösterreich) bestehenden – Metallwarenfirma Berndorf. Ihre Edelmetallentwürfe waren von bestechender Eleganz und Ästhetik, ihre Besteckserie übernahm z. B. die Austrian Airlines als 1. Klasse Bordbesteck.
1965 wurde Marianne Denzel an die Kölner Werkschulen berufen, als Leiterin der Abteilung Edelmetall und Industrial Design
(und damit die Nachfolgerin der emeritierten Professorin Elisabeth Treskow). Im Fachbereich Kunst und Design an der FH-Köln wirkte sie bis zu ihrem Tode im Jahre 1975.